# مری اندرسون (نویسنده)
مری اندرسون (انگلیسی: Mary Anderson؛ زادهٔ ۲۰ ژانویهٔ ۱۹۳۹) نویسنده، و رمان‌نویس کودکان اهل ایالات متحده آمریکا است؛ که رمان‌های اسرارآمیز برای کودکان و نوجوانان می‌نویسد، اغلب کتاب‌های منتشر شده او توسط مؤسسه کتاب آتنیوم، نیویورک سیتی چاپ شده‌است.